# Décorations militaires interarmées américaines
Les décorations interarmées américaines sont des récompenses et des décorations qui sont attribuées par les forces armées des États-Unis aux membres de ses cinq branches. Ces médailles sont considérées comme « inter service » et attribuées selon les mêmes critères pour les différentes composantes de l'armée.
La première médaille interarmée à être créée est la World War I Victory Medal, suivie par la Purple Heart et la Silver Star, créée en 1932 par un ordre général du département de l'Armée des États-Unis. En 1942, l'United States Navy a consent à que ces deux décorations soient décernées aux forces de la Marine et du corps des marines,. Avant cette date, plusieurs décorations maintenant obsolètes étaient décernées à l'Armée et à la Marine, mais dans différentes versions pour chacun des services. La « World War I Victory Medal », la « Silver Star » et la Purple Heart sont les premières médailles à être indépendantes du service qui les décerne.
Les médailles interservices, créées par la suite, sont la Legion of Merit et l'Air Medal. À la fin de la Seconde Guerre mondiale, plusieurs médailles communes commémorant les campagnes de la Seconde Guerre mondiale sont créées pour la Marine et pour l'Armée de terre. Les garde-cotes reçoivent également ces décorations (décernées par le département de la Marine).
La Korean Service Medal est la première décoration à être décernée aux cinq branches de l'armée des États-Unis (l'armée de l'air ayant obtenu son autonomie en tant que service indépendant). Dans les années 1960 et 1970, les forces armées américaines commencent à créer plusieurs médailles militaires de campagne et de service, qui sont communes à toutes les forces armées du pays.
À cette même époque, le département de la Défense des États-Unis crée une série de récompenses de temps de paix. Les militaires travaillant dans le joint command ou sous l'autorité du secrétaire à la Défense y sont éligibles. La dernière médaille de ce type est l'Achievement Medal, créée en 1983. La seule décoration interunité est la Joint Meritorious Unit Award, créée en 1981,.
La Medal of Honor, qui est techniquement une décoration interservice, est différente pour chaque branche. il y a actuellement trois versions de cette médaille, une pour l'armée de terre, une pour la marine et une pour l'armée de l'air, les Marines recevant celle de la marine. La version des garde-cotes, qui existe en théorie, n'a jamais été décernée (le seul récipiendaire membre des garde cotes a reçu la version de la marine).
Les médailles suivantes sont des décorations qui peuvent être considérées comme des médailles interarmées américaines. Elles sont classées par catégorie, et non pas dans l'ordre de préséance comme sur les uniformes militaires.

## Medal of Honor
| Medal of Honor |
| -------------- |
|                |
|                |

## Décorations du département de la Défense et de la Sécurité intérieure
| Defense Distinguished Service Medal | Homeland Security Distinguished Service Medal | Defense Superior Service Medal | Defense Meritorious Service Medal | Joint Service Commendation Medal | Joint Service Achievement Medal |
| ----------------------------------- | --------------------------------------------- | ------------------------------ | --------------------------------- | -------------------------------- | ------------------------------- |
|                                     |                                               |                                |                                   |                                  |                                 |
|                                     |                                               |                                |                                   |                                  |                                 |

| Joint Meritorious Unit Award |
| ---------------------------- |
|                              |

## Décorations militaires fédérales
| Silver Star | Legion of Merit | Distinguished Flying Cross | Bronze Star | Purple Heart | Meritorious Service Medal | Air Medal |
| ----------- | --------------- | -------------------------- | ----------- | ------------ | ------------------------- | --------- |
|             |                 |                            |             |              |                           |           |
|             |                 |                            |             |              |                           |           |

## Décorations fédérale de service

### Service général
| National Defense Service Medal | Armed Forces Expeditionary Medal | Humanitarian Service Medal | Military Oustanding Volunteer Service Medal | Armed Forces Service Medal |
| ------------------------------ | -------------------------------- | -------------------------- | ------------------------------------------- | -------------------------- |
|                                |                                  |                            |                                             |                            |
|                                |                                  |                            |                                             |                            |

### Service dans la réserve et services spéciaux
| Armed Forces Reserve Medal | Prisoner of War Medal | Antarctica Service Medal |
| -------------------------- | --------------------- | ------------------------ |
|                            |                       |                          |
|                            |                       |                          |

### Service lors de laguerre de Corée
| Korean Service Medal | Korea Defense Service Medal |
| -------------------- | --------------------------- |
|                      |                             |
|                      |                             |

### Service lors de laguerre du Viêt Nam,du Golfeet dans lesBalkans
| Vietnam Service Medal | Southwest Asia Service Medal | Kosovo Campaign Medal |
| --------------------- | ---------------------------- | --------------------- |
|                       |                              |                       |
|                       |                              |                       |

### Service lors de laguerre contre le terrorisme
| Afghanistan Campaign Medal | Iraq Campaign Medal | Global War on Terrorism Expeditionary Medal | Global War on Terrorism Service Medal |
| -------------------------- | ------------------- | ------------------------------------------- | ------------------------------------- |
|                            |                     |                                             |                                       |
|                            |                     |                                             |                                       |